# Pindray
Pindray é uma comuna francesa na região administrativa da Nova Aquitânia, no departamento de Vienne. Estende-se por uma área de 26,74 km². Em 2010 a comuna tinha 258 habitantes (densidade: 9,6 hab./km²).